# Zlatna matrica
Zlatna matrica ili zlatni master (eng. golden master) je izraz u računalnoj industriji u razvijanju sklopovlja i softvera. Njime se naziva referentni model prema kojem se masovno proizvodi kopije. Naziv je analogan prema proizvodnji određenih vrsta fizičkih medija. U tom se procesu u zlatu izlije kalup prema kojem se odlijevaju kopije.
Zlatna matrica obično je izdanje prema proizvođačkoj inačici (inačica RTM), te je zapravo prva inačica koja je javna i komercijalna. Predstavlja viši stupanj od RTM-a (eng. Release To Manufacturing) u razvojnoj fazi. Dosegnuti ovu fazu obično se u engleskom naziva da je "išlo u zlato" ("going gold") ili da je "postalo zlatno" ("gone golden").

## Povijest
Ovaj se izraz često miješa s nazivom "zlatni master" (eng. gold master) koji se rabi u masteriziranju (mastering), a odnosi se na fizičku jedinicu snimanja koju se šalje u tvornicu.

## Usporedi
- deprekacija
- sirotanska tehnologija
- shareware
- demo
- freeware
- abandonware
- shovelware (crapware, garbageware)
- adware
- donationware
- otvoreni kod
- nagware
- glossyware
- beerware
- vaporware
- životni ciklus softverskih izdanja